# Alpenpas
Een Alpenpas is een bergpas in de Alpen. De belangrijkste bergpassen in de Alpen met een belangrijke verkeers- of toeristische functie zijn
| Naam                         | Hoogte | Land                 | Type                 | Parallelle tunnel           |
| ---------------------------- | ------ | -------------------- | -------------------- | --------------------------- |
| Agnelpas                     | 2744 m | Frankrijk / Italië   | Weg                  | Nee                         |
| Albulapas                    | 2312 m | Zwitserland          | Weg                  | Spoortunnel                 |
| Allospas                     | 2247 m | Frankrijk            | Weg                  | Nee                         |
| Berninapas                   | 2328 m | Zwitserland          | Weg en spoorlijn     | Nee                         |
| Bonettepas                   | 2715 m | Frankrijk            | Weg                  | Nee                         |
| Brennerpas                   | 1374 m | Oostenrijk / Italië  | Snelweg en spoorlijn | Gepland (spoor)             |
| Brünigpas                    | 1002 m | Zwitserland          | Weg en spoorlijn     | Nee                         |
| Bielerhöhe / Silvrettapas    | 2037 m | Oostenrijk           | Weg                  | Nee                         |
| Cayollepas                   | 2326 m | Frankrijk            | Weg                  | Nee                         |
| Champspas                    | 2045 m | Frankrijk            | Weg                  | Nee                         |
| Selle Ciampigotto            | 1790 m | Italië               | Weg                  | Nee                         |
| Cibianapas                   | 1530 m | Italië               | Weg                  | Nee                         |
| Goletto delle Crocette       | 2070 m | Italië               | Weg                  | Nee                         |
| Croix de Ferpas              | 2067 m | Frankrijk            | Weg                  | Nee                         |
| Eirapas                      | 2209 m | Italië               | Weg                  | Nee                         |
| Falzaregopas                 | 2105 m | Italië               | Weg                  | Nee                         |
| Fedaiapas                    | 2057 m | Italië               | Weg                  | Nee                         |
| Flüelapas                    | 2383 m | Zwitserland          | Weg                  | Spoortunnel                 |
| Forcola di Livigno           | 2315 m | Zwitserland / Italië | Weg                  | Nee                         |
| Foscagnopas                  | 2291 m | Italië               | Weg                  | Nee                         |
| Furkapas                     | 2431 m | Zwitserland          | Weg en spoorlijn     | Spoortunnel                 |
| Galibierpas                  | 2646 m | Frankrijk            | Weg                  | Nee                         |
| Gaviapas                     | 2621 m | Italië               | Weg                  | Nee                         |
| Giaupas                      | 2233 m | Italië               | Weg                  | Nee                         |
| Gotthardpas                  | 2106 m | Zwitserland          | Weg                  | Weg- en spoortunnel         |
| Grimselpas                   | 2165 m | Zwitserland          | Weg                  | Nee                         |
| Grödner Joch / Gardenapas    | 2121 m | Italië               | Weg                  | Nee                         |
| Großglockner-Hochalpenstraße | 2504 m | Oostenrijk           | Weg                  | Nee                         |
| Iseranpas                    | 2770 m | Frankrijk            | Weg                  | Nee                         |
| Izoardpas                    | 2360 m | Frankrijk            | Weg                  | Nee                         |
| Jaufenpas                    | 2094 m | Italië               | Weg                  | Nee                         |
| Julierpas                    | 2284 m | Zwitserland          | Weg                  | Nee                         |
| Klausenpas                   | 1948 m | Zwitserland          | Weg                  | Nee                         |
| Kühtaisattel                 | 2017 m | Oostenrijk           | Weg                  | Nee                         |
| Lautaretpas                  | 2058 m | Frankrijk            | Weg                  | Nee                         |
| Lombardapas                  | 2340 m | Frankrijk / Italië   | Weg                  | Nee                         |
| Lúsiapas                     | 2055 m | Italië               | Weg                  | Nee                         |
| Madeleinepas                 | 2000 m | Frankrijk            | Weg                  | Nee                         |
| Malojapas                    | 1815 m | Zwitserland          | Weg                  | Nee                         |
| Manghenpas                   | 2047 m | Italië               | Weg                  | Nee                         |
| Mont Cenispas                | 2084 m | Frankrijk            | Weg                  | Nee                         |
| Montgenèvrepas               | 1854 m | Frankrijk / Italië   | Weg                  | Nee                         |
| Nivoletpas                   | 2612 m | Italië               | Weg                  | Nee                         |
| Nockalmstraße                | 2040 m | Oostenrijk           | Weg                  | Nee                         |
| Nufenenpas                   | 2478 m | Zwitserland          | Weg                  | Nee                         |
| Oberalppas                   | 2046 m | Zwitserland          | Weg en spoorlijn     | Nee                         |
| Ofenpas                      | 2145 m | Zwitserland          | Weg                  | Nee                         |
| Penser Joch                  | 2234 m | Italië               | Weg                  | Nee                         |
| Pordoipas                    | 2239 m | Italië               | Weg                  | Nee                         |
| Rollepas                     | 2290 m | Italië               | Weg                  | Nee                         |
| Reschenpas                   | 1504 m | Oostenrijk / Italië  | Weg                  | Nee                         |
| San Bernardinopas            | 2066 m | Zwitserland          | Weg                  | Wegtunnel                   |
| Sanetschpas                  | 2252 m | Zwitserland          | Weg                  | Wegtunnel                   |
| Sellapas                     | 2214 m | Italië               | Weg                  | Nee                         |
| Semmeringpas                 | 984 m  | Oostenrijk           | Weg en spoorlijn     | Nee                         |
| Simplonpas                   | 2006 m | Zwitserland / Italië | Weg                  | Spoortunnel                 |
| Grote Sint-Bernhardpas       | 2469 m | Zwitserland / Italië | Weg                  | Wegtunnel                   |
| Kleine Sint-Bernhardpas      | 2188 m | Frankrijk / Italië   | Weg                  | Nee                         |
| Splügenpas                   | 2113 m | Zwitserland          | Weg                  | Nee                         |
| Staller Sattel               | 2052 m | Oostenrijk / Italië  | Weg                  | Nee                         |
| Staulanzapas                 | 2517 m | Italië               | Weg                  | Nee                         |
| Stilfser Joch / Stelviopas   | 2758 m | Italië               | Weg                  | Nee                         |
| Sustenpas                    | 2224 m | Zwitserland          | Weg                  | Nee                         |
| Tendapas                     | 1871 m | Italië / Frankrijk   | Weg                  | Wegtunnel en spoorwegtunnel |
| Theodulpas                   | 3301 m | Zwitserland / Italië | Skipiste             | Nee                         |
| Timmelsjochpas               | 2509 m | Oostenrijk - Italië  | Weg                  | Nee                         |
| Umbrailpas                   | 2501 m | Zwitserland / Italië | Weg                  | Nee                         |
| Vallespas                    | 2033 m | Italië               | Weg                  | Nee                         |
| Valparolapas                 | 2197 m | Italië               | Weg                  | Nee                         |
| Varspas                      | 2109 m | Frankrijk            | Weg                  | Nee                         |
| Vršič-pas                    | 1611 m | Slovenië             | Weg                  | Nee                         |
| Würzjoch                     | 2006 m | Italië               | Weg                  | Nee                         |